# 垣戸町
垣戸町（がいどちょう、かきとちょう）は、愛知県名古屋市北区にある地名。正式には「がいどちょう」と称すが、通称として「かきとちょう」とも称すという。現行行政地名は垣戸町1丁目から垣戸町3丁目。

## 地理
名古屋市北区の中南部に位置する。西から東に向けて、1丁目から3丁目までが設定されている。おおむね住宅地である。

## 歴史

### 地名の由来
下飯田町の字下垣戸の名に由来する。垣戸は村境を指し、西春日井郡下飯田村・東志賀村の村境にあたることからこの地名が付けられたとされる。

### 沿革
- 1932年（昭和7年）9月1日 - 東区下飯田町字下垣戸・東猿投・五幡田・寺西の各一部より東区垣戸町として成立[3]。
- 1944年（昭和19年）2月11日 - 北区成立に伴い、同区垣戸町となる。

## 世帯数と人口
2019年（平成31年）1月1日現在の世帯数と人口は以下の通りである。
| 町丁   | 世帯数  | 人口  |
| ------ | ------- | ----- |
| 垣戸町 | 352世帯 | 655人 |

## 学区
市立小・中学校に通う場合、学校等は以下の通りとなる。また、公立高等学校に通う場合の学区は以下の通りとなる。
| 番・番地等 | 小学校               | 中学校               | 高等学校 |
| ---------- | -------------------- | -------------------- | -------- |
| 全域       | 名古屋市立名北小学校 | 名古屋市立若葉中学校 | 尾張学区 |

## その他

### 日本郵便
- 郵便番号 : 462-0867[WEB 2]（集配局：名古屋北郵便局[WEB 6]）。

### WEB
1. 1 2  “町・丁目(大字)別、年齢(10歳階級)別公簿人口(全市・区別)”.   名古屋市 (2019年1月23日). 2019年1月23日閲覧。
2. 1 2  “郵便番号”.  日本郵便. 2019年1月6日閲覧。
3. ↑  “市外局番の一覧”.   総務省. 2019年1月6日閲覧。
4. ↑  “市立小・中学校の通学区域一覧”.   名古屋市 (2018年11月10日). 2019年1月14日閲覧。
5. ↑  “平成29年度以降の愛知県公立高等学校（全日制課程）入学者選抜における通学区域並びに群及びグループ分け案について”.   愛知県教育委員会 (2015年2月16日). 2019年1月14日閲覧。
6. ↑  郵便番号簿 平成29年度版 - 日本郵便. 2019年01月06日閲覧 (PDF)

### 書籍
1. 1 2  「角川日本地名大辞典」編纂委員会 1989, p. 359.
2. 1 2  「角川日本地名大辞典」編纂委員会 1989, p. 1449.
3. ↑  名古屋市北区役所市民室 1979, p. 54.